# 西北街城隍庙
西北街城隍庙，位于山西省忻州市代县上馆镇西北街村城隍庙街，已列为代县文物保护单位。

## 建筑
西北街城隍庙前后两进，中设过殿，面阔、进深均为3间。后院正殿面阔5间，进深3间，悬山顶。

## 保护
1984年，西北街城隍庙公布为第一批代县文物保护单位，属于古建筑类。2022年5月11日，西北街城隍庙公布为第三批忻州市文物保护单位，编号3-27。